# Vermicella multifasciata
Vermicella multifasciata là một loài rắn trong họ Rắn hổ. Loài này được Longman mô tả khoa học đầu tiên năm 1915.